# 花井陳雄
花井 陳雄（はない のぶお、1953年4月30日 - ）は、日本の経営者、医学博士。協和発酵キリン社長、会長を務めた。神奈川県出身。

## 経歴・人物
1976年に東京大学薬学部を卒業し、同年に協和発酵工業に入社した。2009年に取締役に就任し、2012年3月に社長に就任。2018年3月には会長を務めた。